# Amanecer (pintura de Claudio de Lorena)

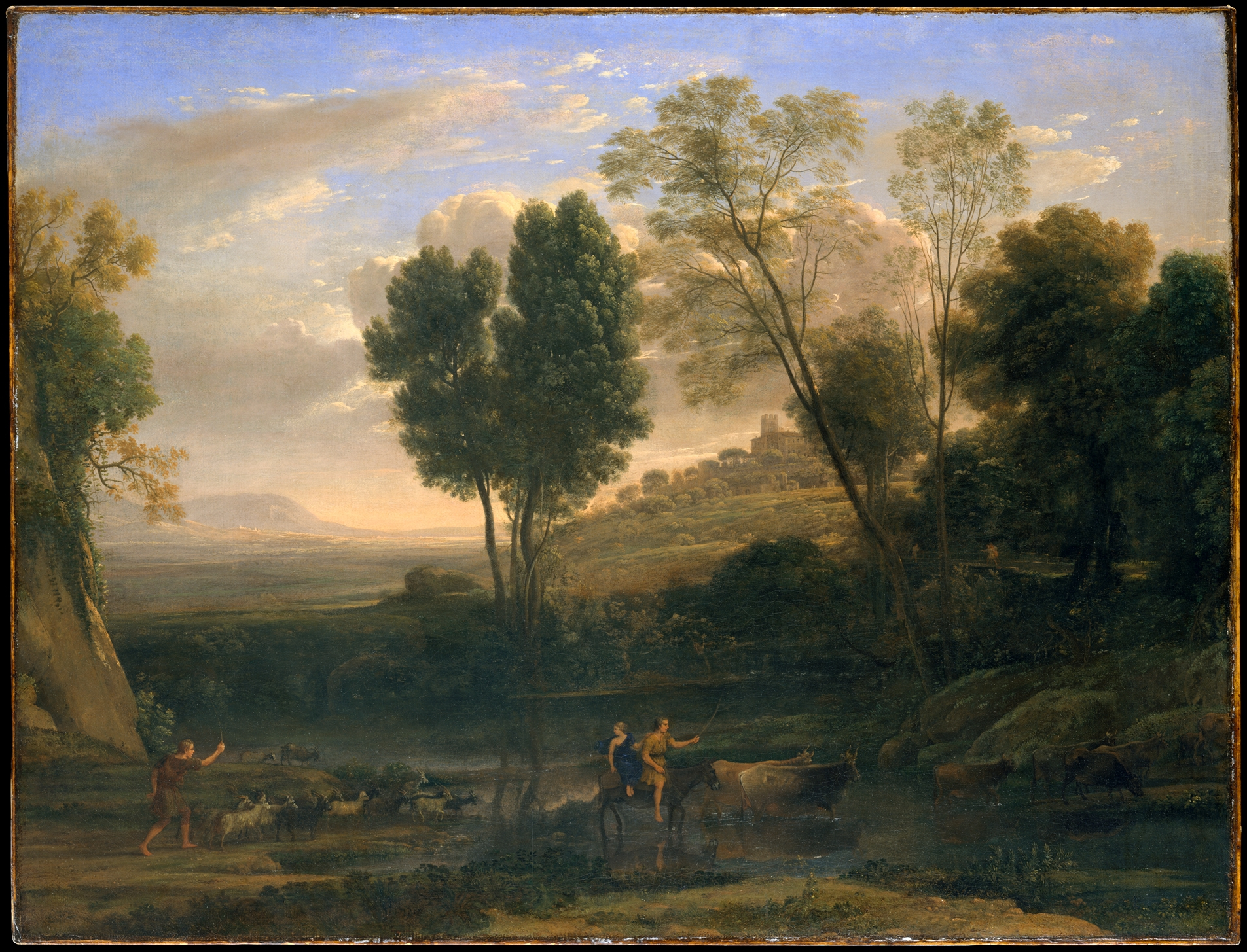
Amanecer, creado entre 1646 y 1647, 102,9 × 134 cm, Museo Metropolitano de Arte de Nueva York

Amanecer es un cuadro pintado al óleo entre 1646 y 1647 por el pintor Claudio de Lorena (Claude Lorrain en francés). Sus dimensiones son 102,9 × 134 cm y está ubicado en el Museo Metropolitano de Arte de Nueva York, Estados Unidos.
La obra formó parte de las exhibiciones «Ralph's Exhibition of Pictures» de 1791 en Londres, «Winter Exhibition» de 1902 en Londres y «Earth, Sea, and Sky: Nature in Western Art; Masterpieces from The Metropolitan Museum of Art» de 2012-2013 en Tokio, entre otras.